# Karanganyar (Kebonagung)
Karanganyar is een bestuurslaag in het regentschap Pacitan van de provincie Oost-Java, Indonesië. Karanganyar telt 1807 inwoners (volkstelling 2010).